# De eerste snee
De eerste snee is een Nederlandse korte film uit 2011 van regisseur Tallulah Schwab naar het scenario van Cecilie Levy met onder anderen Nuria Tabak en Devika Strooker.
De eerste snee is een korte televisie film uitgezonden bij de NTR

## Verhaal
Korte fictiefilm over een beslissend moment in het leven en carrière van een jonge, vrouwelijke chirurg. De OK is gereed, lampen schijnen fel en de buik van de patiënt is geschoren en klaar om geopereerd te worden. De chirurg aarzelt; het mes hangt boven de huid. Het moment haalt sleutelscènes naar boven uit haar jeugd, die alles zeggen over haar beroepskeuze en haar aarzeling om in de huid van de patiënt te snijden.

## Rolverdeling
| Acteur          | Personage | Opmerkingen |
| --------------- | --------- | ----------- |
| Nuria Tabak     |           | hoofdrol    |
| Devika Strooker |           |             |
| Yoka Verbeek    |           |             |